# Thyridula brunneifrons
Thyridula brunneifrons är en tvåvingeart som beskrevs av Malloch 1927. Thyridula brunneifrons ingår i släktet Thyridula och familjen fritflugor. Inga underarter finns listade i Catalogue of Life.